# كالين شتاركوف
كالين شتاركوف (بالبلغارية: Калин Щърков)‏ (20 مايو 1984 ببلغاريا - ) هو لاعب كرة قدم بلغاري في مركز الدفاع. لعب مع ليفسكي صوفيا وPFC Vidima-Rakovski Sevlievo ‏ ورودوبة سموليان ‏ وFC Rilski Sportist Samokov ‏ وPFC Chernomorets Burgas Sofia ‏ وFC Chavdar Etropole ‏.

## روابط خارجية
- كالين شتاركوف على موقع قاعدة بيانات كرة القدم.إي يو (الإنجليزية)
- كالين شتاركوف على موقع بيانات كرة القدم. دي إي (الألمانية)